# Enbi-Esztar
Enbi-Esztar – według „Sumeryjskiej listy królów” siódmy władca tzw. II dynastii z Kisz. Dotyczący go fragment brzmi następująco:
„Enbi-Esztar (z Kisz) panował przez 290(?) lat”.